# Křemže
Křemže (en allemand : Krems) est un bourg (městys) du district de Český Krumlov, dans la région de Bohême-du-Sud, en République tchèque. Sa population s'élevait à 3 009 habitants en 2024.

## Géographie
Křemže se trouve à 11 km au nord de Český Krumlov, à 15 km au sud-ouest de České Budějovice et à 131 km au sud de Prague.

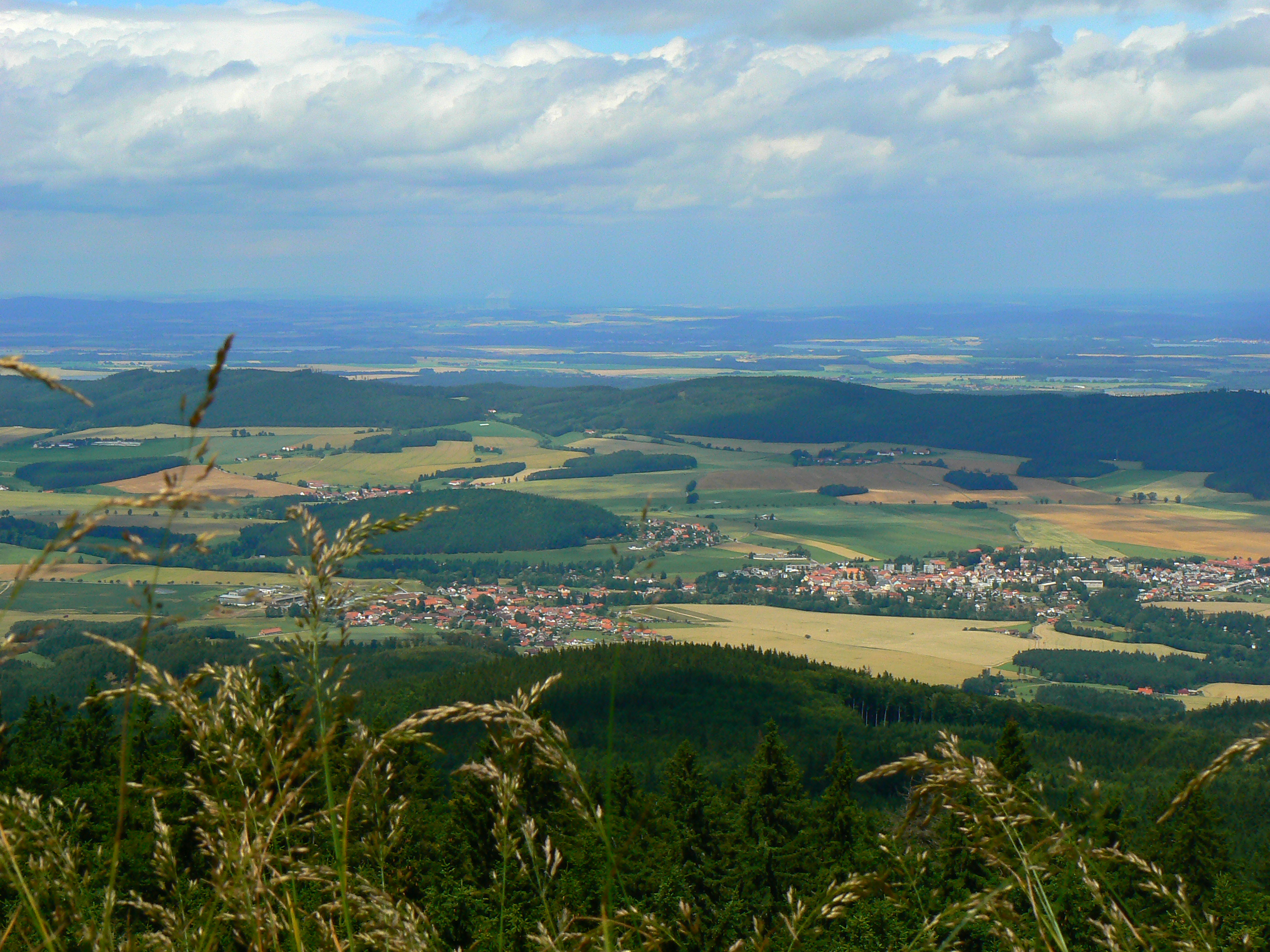
Panorama de Křemže depuis le mont Kleť (1084 m).

La commune est limitée par Jankov au nord, par Habří et Vrábče à l'est, par Dolní Třebonín, Holubov et Kájov au sud, et par Brloh et Nová Ves à l'ouest.

## Histoire
La première mention écrite du village date de 1351. Křemže a le statut de městys depuis le 10 novembre 2006.